# Eduard Rodermund
Johann Eduard Rodermund (* 7. Februar 1900 in Wattenscheid; † 24. Juni 1959 in Wolfenbüttel) war ein deutscher politischer Aktivist und Wirtschaftsfunktionär.

## Leben und Tätigkeit

### Frühe Jahre und Weimarer Republik
Johann Eduard Rodermund war ein Sohn des Kaufmanns August Rodermund († 1908) und seiner Ehefrau Auguste, geb. Rohe (1866–1937). Er war das fünfte von neun Kindern. Er besuchte das humanistische Gymnasium in Wattenscheid, das er im Frühjahr 1918 mit dem Reifezeugnis verließ. im Frühjahr 1918 trat er in die preußische Armee ein. Während der letzten Monate des Ersten Weltkriegs kämpfte er in den Feldartillerieregimentern 30 und 69 und erreichte zuletzt den Rang eines Feldwebels der Reserve.
Nach Kriegsende und der Novemberrevolution 1918 schloss Rodermund sich einem Freikorps an und bekämpfte in den folgenden Jahren als Angehöriger verschiedener Freikorps im Ruhrgebiet und in Sachsen linksgerichtete Arbeiter, bzw. in Schlesien polnische Aufständische, die Oberschlesien an den neugegründeten polnischen Staat anschließen wollten.
Zur selben Zeit studierte Rodermund an der Bergakademie Clausthal und der Bergakademie Freiberg in Sachsen sowie an der TH Charlottenburg. Es folgten 40 Monate praktischer Tätigkeit in verschiedenen Grubenbetrieben des rheinisch-westfälischen Steinkohlegebietes, im Kalibergbau in der Region Hannover, in den staatlichen Hüttenbetrieben im sächsischen Freiberg und in der Papierfabrik in Großenhain in Sachsen.
1928 bestand Rodermund das Diplomhauptexamen an der TH in Berlin. Er führte seither die Bezeichnung Diplombergingenieur und wurde 1929 Assistent beim Deutschen Normenausschuss. Einige Monate später wurde er zum Geschäftsführer des Ausschusses für Übersetzung deutscher Normen und Lieferbedingungen ernannt. Von 1930 bis 1935 war Rodermund Betriebsassistent und stellvertretender Werkluftschutzleiter der Europäischen Tanklager und Transport AG in Hamburg, lebte aber die meiste Zeit in Berlin.
Zum 1. September 1930 trat Rodermund der NSDAP bei (Mitgliedsnummer 312.627). Er lehnte jedoch bald ihren politischen Kurs ab und verhielt sich seit Sommer 1931 passiv zu ihr, so dass er durch den zuständigen Bezirks-Untersuchungs- und Schlichtungsausschuss (USchlA) der NSDAP formal mit Beschluss vom 18. Dezember 1931 aus der Partei wegen Interessenlosigkeit und Beitragsrückständen ausgeschlossen wurde. Am 4. Januar 1932 sandte Rodermund den Beschluss mit der Bemerkung zurück, dass der Ausschluss durch seinen im November 1931 erfolgten Austritt überholt sei.
Stattdessen näherte Rodermund sich 1931 der konservativen DNVP an, deren Organisation er nutzte, um sich gegen die NSDAP in Wort und Schrift zu betätigen: Während des Reichstagswahl des Jahres 1932 trat Rodermund als Propagandaredner der DNVP in Thüringen auf. Der NSDAP fiel er negativ auf, weil er die Behauptung verbreitete, dass Joseph Goebbels Beziehungen zum Direktor der Danatbank aufgenommen habe, um von diesem Geld für die Wahlkämpfe der Partei zu erlangen. Der stellvertretende Gauleiter von Berlin, Artur Görlitzer, bezeichnete dies als ein "herabsetzendes Gerücht".

### NS-Zeit
Von 1933 bis 1934 war Rodermund in Pläne zum Sturz der NS-Regierung verstrickt, deren Zentrum das Büro des konservativen Vizekanzlers Franz von Papen war. Papens Pressechef Herbert von Bose, mit dem Rodermund seit 1929 befreundet war, plante seit der Jahreswende 1933/1934 mit einigen anderen Männern im Stab des Vizekanzlers einen gewaltsamen Umsturz, der sich auf den Reichspräsidenten von Hindenburg als Oberbefehlshaber der Streitkräfte, auf die Armee und auf den Veteranenbund Stahlhelm, Bund der Frontsoldaten stützen sollte. Rodermund wurde von Bose zu diesem Vorhaben als Nachrichtenagent und insbesondere als Verbindungsmann zu dem langjährigen stellvertretenden Bundesführer des Stahlhelms, Theodor Duesterberg, beigezogen. Duesterberg, der das herrschende Regime scharf ablehnte, sollte seine Autorität im Stahlhelm ausspielen, um dessen Angehörige, die – trotz ihrer nominellen Eingliederung in die SA – ihren funktionsfähigen organisatorischen Zusammenhang noch weitgehend bewahrt hatten, zu mobilisieren, um die zahlenmäßig damals noch recht kleine Reichswehr zu verstärken, so dass die Armee über genug Kräfte verfügen würde, um die nationalsozialistischen Kampforganisationen SA und SS niederkämpfen zu können, nachdem der Reichspräsident als Staatsoberhaupt und Oberbefehlshaber der Armee – wozu die Männer im Stab des Vizekanzlers den Präsidenten durch den Vizekanzler als seinem besonderen Vertrauensmann veranlassen wollten – den Befehl zur gewaltsamen Absetzung der bestehenden Regierung erteilen würde, d. h. einen Staatsstreich durchzuführen und eine vorübergehende Militärdiktatur unter Anleitung von Vertrauensmännern des Präsidenten zu errichten.
Als die Situation im Land Ende Juni 1934 aufgrund der sich zuspitzenden Machtkämpfe innerhalb der Regierung (Hitlergruppe, SA, Konservative) eskalierte, ließ Bose den zu dieser Zeit zum Urlaub im bayerischen Kreuth weilenden Stahlhelm-Führer Duesterberg durch Rodermund verständigen, dass er sich am 3. Juli 1934 bei ihm (Bose) in Berlin einfinden sollte, um die Stahlhelm-Gruppen zur Teilnahme an dem geplanten Umsturz der NS-Regierung zu mobilisieren.
Am 30. Juni 1934 kamen Adolf Hitler, Hermann Göring und Heinrich Himmler der geplanten Aktion der Konservativen jedoch zuvor, indem sie an diesem Tag einen gewaltsamen Rundumschlag führten, der sich gegen alle Machtgruppen im Land führten, die ihnen potentiell noch gefährlich werden konnten. Im Zuge dieser als Röhm-Putsch bekannt gewordenen Ereignisse wurden am 30. Juni und 1. Juli 1934 nicht nur die SA, sondern auch die gegen den NS-Staat arbeitenden, konservativen Kräfte als Machtfaktoren ausgeschaltet und größtenteils erschossen.
Dabei wurde die Vizekanzlei im Palais Borsig durch Angehörige der Leibstandarte SS Adolf Hitler gegen 11.00 Uhr am 30. Juni überfallartig besetzt, der Vizekanzler und mehrere seiner Mitarbeiter wurden in Schutzhaft genommen. Gleichzeitig wurde Bose von Angehörigen des Sicherheitsdienstes der SS (SD) in einen Konferenzraum des Hauses geführt und hinterrücks erschossen. Rodermund, der Bose an diesem Vormittag über die Alarmierung der SS in Berlin und die Zusammenziehung des Großteils ihrer Kräfte in der Kaserne der Leibstandarte in Lichterfelde, auf die er zufällig aufmerksam geworden war, informieren wollte, wurde Ohrenzeuge von Boses Ermordung: Als er auf einem Wartestuhl im Flur des Obergeschosses des Gebäudes der Vizekanzlei saß, hörte er die tödlichen Schüsse und konnte anschließend durch Glück aus der Vizekanzlei entkommen: Der Kommandoführer der SS-Leute, die das Gebäude besetzt hatten, wies kurz nach den Schüssen auf Bose alle im Haus anwesenden Besucher an, dieses sofort zu verlassen, woraufhin Rodermund sich einfach unter die im Wartezimmer sitzenden Personen mischte und mit diesen auf die Straße ging.
Zwei Tage später wurde Rodermund, auf dessen Person die Geheimpolizei inzwischen aufmerksam geworden war, am 2. Juli 1934 in seiner eigenen Wohnung verhaftet. Er wurde bis zum Ende des Monats im KZ Columbiahaus am Tempelhofer Feld gefangen gehalten, dann aber wieder freigelassen, da keine weiteren Belastungsmomente gegen ihn aufzufinden waren.
In den folgenden Jahren betätigte Rodermund sich schriftstellerisch, zum Teil unter dem Pseudonym "Ero". Er veröffentlichte u. a. Beiträge in der Stahlhelmzeitung (Der Stahlhelm), der Deutschen Allgemeinen Zeitung, in Dr. Dammerts Pressedienste sowie in den Rundfunkzeitschriften Welt und Welle und Die Sendung. 1938 wurde er in die Reichsschrifttumskammer aufgenommen. Seine Bürgen waren Wulf Bley und Curt Holzel. Daneben war er auch Mitglied im Nationalverband deutscher Schriftsteller und im Reichsverband der Deutschen Presse. 
Als im November 1936 Rodermunds Ernennung zum Heeresbauassessor geplant wurde, lehnte der stellvertretende Gauleiter von Berlin, Görlitzer, die Gewähr für seine politische Zuverlässigkeit ab.
1937 wurde Rodermund Rohstoffsachbearbeiter bei der Fachgruppe Fahrräder und Kinderwagen sowie Geschäftsführer der Fachuntergruppe Kinderwagen. Von Februar bis November 1938 war er Sachbearbeiter innerhalb der Fachgruppe Karosseriebau im Reichsinnungsverband des Stellmacher- und Karosseriebauhandwerks in Berlin. Seit Januar 1939 war Rodermund bei der Wirtschaftsgruppe Stahl und Eisenbau in Berlin beschäftigt.
Ein 1939 von Rodermund gestelltes Gnadengesuch auf Wiederaufnahme in die NSDAP wurde von der Kanzlei des Führers durch ein Schreiben vom 10. November 1939 aufgrund abschlägiger Stellungnahmen des stellvertretenden Gauleiters von Berlin, Görlitzer, und des Gaugerichts Berlin abgelehnt, das eine Wiederaufnahme „nicht als wünschenswert“ bezeichnete. Görlitzer hatte betont, dass Rodermund nicht die geringsten Verdienste um "die Bewegung" erworben habe, sondern versucht habe, ihr zu schaden.

### Nachkriegszeit
Nach dem Zweiten Weltkrieg lebte Rodermund in Niedersachsen. Ende der 1940er Jahre ist er als selbständiger Generalvertreter für Wirtschaftswerbung nachweisbar. In den 1950er Jahren fungierte er u. a. als Geschäftsführer des Rationalisierungs-Kuratoriums der Deutschen Wirtschaft in Frankfurt. Er starb 1959 in Wolfenbüttel.

## Ehe und Familie
Am 14. März 1929 heiratete Rodermund in Wilmersdorf Edith von Leupel (* 3. Oktober 1903).

## Schriften
- „Kommunisten an Ruhr und Rhein“, in: Wulf Bley (Hrsg.): Revolutionen der Weltgeschichte. 2 Jahrtausende Revolutionen und Bürgerkriege, München 1933 S. 763–771.
- „Separatistenrevolution“, in: Wulf Bley (Hrsg.): Revolutionen der Weltgeschichte. 2 Jahrtausende Revolutionen und Bürgerkriege, München 1933 S. 772–785
- „Rote Armee an Rhein und Ruhr“, in: Curt Hotzel (Hrsg.): Deutscher Aufstand. Die Revolution des Nachkriegs, Stuttgart 1934, S. 96–115.
- „Separatismus“, in: Curt Hotzel (Hrsg.): Deutscher Aufstand. Die Revolution des Nachkriegs, Stuttgart 1934, S. 116–159.
- „Oberfeldwebel Schäfer 2“, in: Jürgen Hahn-Butry (Hrsg.): Das Buch vom deutschen Unteroffizier, 1936, S. 236–240.
- „Freiherr v. Sparr“, in: Jürgen Hahn-Butry (Hrsg.): Preussisch-deutsche Feldmarschälle und Grossadmirale, Berlin 1938, S. 17–23.
- „Freiherr von Derfflinger“, in: Jürgen Hahn-Butry (Hrsg.): Preussisch-deutsche Feldmarschälle und Grossadmirale, Berlin 1938, S. 17–23.
- Wilhelm Schüßler (Hrsg.): Deutsche Männer : 200 Bildnisse und Lebensbeschreibungen, Berlin 1938.